# Beryl Bainbridge
Beryl Margaret Bainbridge (Liverpool, 21 de noviembre de 1932 - 2 de julio de 2010) fue una novelista inglesa.
Es autora de dieciocho novelas, dos libros de viajes, dos ensayos, dos volúmenes de relatos y cinco obras para teatro y televisión. Fue nominada en cinco ocasiones al premio Booker, y en 2011 le otogaron el premio póstumo por su labor literaria. En 2008 The Times la incluyó en la lista de “Los 50 escritores más importantes desde 1945”. The Guardian la calificó como "un tesoro nacional".

## Vida
Nació en Liverpool en 1932. A los 14 años la expulsaron de la escuela y ese verano se enamoró de un prisionero de guerra alemán que esperaba a ser repatriado. Durante los siguientes seis años mantuvo correspondencia con él e intentaron que se permitiera al hombre volver a Inglaterra. En 1953 terminó la relación.
Al año siguiente se casó con Austin Davies. Tuvo dos hijos, pero el matrimonio fue corto y pronto Beryl se vio como madre soltera. Tendría una tercera hija con Alan Sharp. En 1958 intentó suicidarse metiendo la cabeza en el horno de gas. En sus propias palabras “Cuando una es joven se tienen esos altibajos”.
Empezó a trabajar como actriz y en 1961 apareció en un capítulo de la teleserie Coronation Street, interpretando a una activista contra la energía nuclear.
Empezó a escribir para pasar el rato, principalmente contando incidentes de su infancia. Sus primeras novelas fueron muy bien recibidas por la crítica y tuvieron éxito entre los lectores, aunque no le dieron demasiado dinero. Su primera novela, Harriet Said... fue escrita en esta época. Sería la tercera que publicaría, pues muchos editores la rechazaron y uno de ellos llegó a afirmar que los protagonistas eran “casi increíblemente repulsivos”.

## Premios y reconocimientos
En 1974 ganó el Guardian Book Price por La excursión (Principal de los Libros, 2010). En 1977 y 1996 ganó el premio Whitbread, por La cena de los infieles y Sálvese quien pueda. En 1998 ganó el premio James Tait Black Memorial de ficción por Master Georgie, por el que también recibiría en 1999 dos premios más, el Commonwealth Writers Prize y el WH Smith Literary Award. En 2000 se la nombró Dama del Imperio Británico (DBE) por la reina Elizabeth II. En 2003 se le concedió el premio David Cohen de Literatura. En 2005 la British Library adquirió muchas de sus cartas privadas y diarios. En 2001 la Open University la invistió doctora Honoris Causa. En 2011 tras la muerte de la autora, se nombró un premio especial para ella, The Man Booker Best of Beryl prize.
En 2015 Mark Knopfler le dedicó una canción de su álbum Tracker, llamada Beryl.

## Últimos años
Falleció en julio de 2010 a los 77 años, a consecuencia de un cáncer. Ella había predicho que moriría a los 71.